# 220 mm L Mle 1917
Il Canon de 220 Long Modèle 1917 (abbreviato in 220 mm L Mle 1917) era un cannone pesante francese della prima e seconda guerra mondiale. Dopo la resa della Francia nel 1940 pezzi preda bellica furono immessi in servizio dallo Heer e dal Regio Esercito.

## Storia
Prima del 1914 la dottrina dell'Esercito francese era orientata su una rapida guerra di manovra. Di conseguenza tutta l'attenzione era concentrata sul rivoluzionario 75 mm Mle. 1897, mentre non vi era spazio per l'artiglieria pesante. La prima guerra mondiale smentì totalmente le tattiche francesi e quando la guerra si trasformò in un confronto statico, i francesi si trovarono improvvisamente privi di moderne armi di grosso calibro, necessarie per battere efficacemente le linee trincerate nemiche.
Lo sviluppo di nuovi cannoni pesanti per l'artiglieria d'armata richiese alcuni anni e proseguì durante tutta la guerra. Il 1917 fu particolarmente prolifico e vide l'ingresso in servizio del maggior numero di modelli di tutta la guerra, come il 155 mm GPF Mle 1917, il 155 mm C Mle 1917 ed il cannone pesante 220 mm L Mle 1917. Il progetto di quest'ultimo fu sviluppato partendo, per la canna, da un cannone navale esistente e, nonostante il notevole peso complessivo, l'arma si dimostrò una notevole gittata ed un alto potere distruttivo dei proietti.

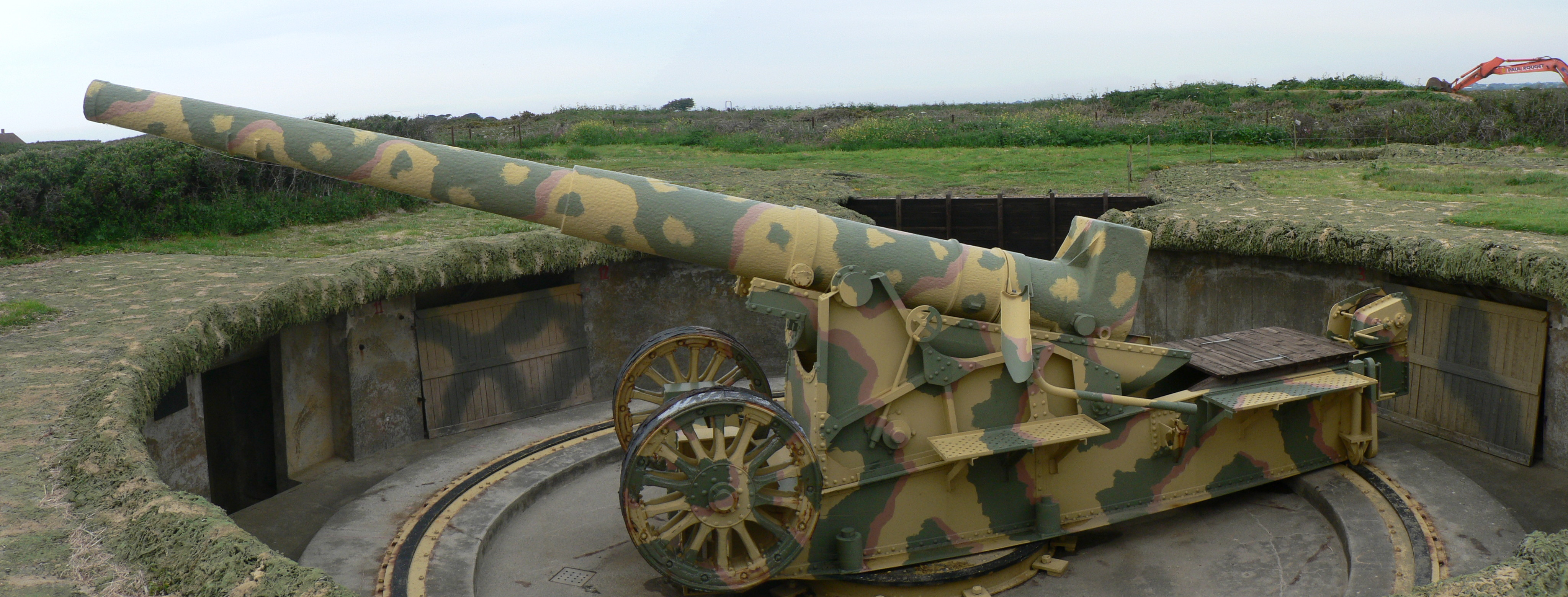
Un Mle 1917 modificato dai tedeschi per installazione costiera, isola di Guernsey.

Allo scoppio della seconda guerra mondiale erano ancora in servizio con l'Armée 68 di questi cannoni. In conseguenza della resa della Francia, come molte altre artiglierie anche i Mle 1917 furono catturati dalla Germania nazista, che li ridenominò 22 cm K 532(f). I cannoni catturati furono inviati presso gli stabilimenti Krupp di Essen, per essere adattati al ruolo di artiglieria fissa costiera. Le maggiori modifiche riguardarono l'installazione di un sostegno girevole e di un sistema manuale di brandeggio su 360°, che ne permetteva l'installazione su piazzole circolari in calcestruzzo. Le modifiche riguardarono 40 cannoni, destinati al Vallo Atlantico e alla difesa della Manica; di questi 16 furono schierati nelle isole del Canale.
Nel maggio 1941 lo Heer formò tre batterie (Heeres-Küsten-Batterie 470, 471 e 472), alle dipendenze del Heeres-Küsten-Artillerie-Abteilung 727, ognuna su 4 cannoni. Nel tardo 1943, sei cannoni erano in servizio con il Heeres-Küsten-Artillerie-Regiment 920, formato da truppa italiana e quadri tedeschi, dipendente dalla 19. Armee, mentre quattro batterie di Mle 1917 erano in servizio con la 7. Armee in Normandia. Nel febbraio-marzo 1945 due batterie difendevano Saint-Nazaire e La Rochelle circondate, mentre tre batterie con 12 cannoni in totale erano schierati sul fronte orientale alle dipendenze dell'Heeresgruppe D.
La Wehrmacht cedette 4 di questi cannoni al Regio Esercito. Queste armi, con la denominazione "Cannone da 220/32 Mod. 1917", furono utilizzate dagli italiani come artiglieria costiera, alle dipendenze dei corpi d'armata.

## Tecnica
La bocca da fuoco, pesante 9 280 kg, era lunga 7,67 m, mentre l'anima corrispondeva a 32 calibri. La canna era in acciaio, cerchiata. La culatta montava un otturatore a vite interrotta tipo Schneider. La culla a doccia, con orecchioni anteriori, portava anteriormente le aste del freno di sparo e del recuperatore, i cui rispettivi cilindri idraulico e idropneumatici tipo Schneider costituivano la slitta. La corsa di rinculo sulla slitta era di 0,90 m.
L'affusto, costituito da due aloni in lamiera, scorreva sulle lisce del sottoaffusto con una corsa massima di 1,20 m, frenato da un freno idraulico a luci variabili a controasta. Il ritorno in batteria avveniva per gravità grazie all'inclinazione delle lisce. La massa della massa rinculante sul sottoaffusto era di 13 760 kg. Il sottoaffusto era costituito da due travi trapezoidali, con lisce inclinate anteriormente di 6°, e dotate anteriormente di due alloggiamenti verticali per la sala regolabile in altezza, munita di ruote smontabili con semipneumatici. La coda formata posteriormente dai due fianchi terminava con un perno, sul quale era girevole una sala ruotata, che fungeva da una sorta di avantreno.
La piattaforma di tiro in lamiera d'acciaio, lunga 4,5 m e poggiante su vomeri posteriori e tavolato anteriore, era collegata al sottoaffusto tramite un perno di rotazione, posto a circa 1,0 m dal bordo anteriore della piattaforma. Il sottoaffusto brandeggiava di 10° per lato sulla piattaforma; per angoli maggiori dovevano essere abbassate le sale con appositi martinetti idraulici, sollevando così l'intero complesso affusto-sottoaffusto-piattaforma e riabbassandolo nella direzione voluta.
Il traino, esclusivamente meccanico, veniva effettuato in due vetture. La bocca da fuoco veniva separata dalla slitta, fatta scorrere in avanti e munita di un collare con staffa verso la volata ed un altro verso la culatta; al collare della culatta veniva applicata una sala ruotata,  mentre il collare anteriore veniva agganciato ad un avantreno. Il resto dell'arma costituiva la seconda vettura, applicando le ruote alle sale ed abbassandole con i martinetti. La vettura cannone pesava 14 t e la vettura affusto 16 t circa.

## Munizionamento
Il cannone impiegava munizionamento a cartoccio bossolo, con carica di lancio in bossolo metallico. Nella seconda guerra mondiale i tedeschi utilizzarono due tipi di granate di preda bellica:
| Munizionamento disponibile nel 1940 |                  |           |                  |                            |             |
| Tipo                                | Modello          | Peso (kg) | Caricamento (kg) | Velocità alla volata (m/s) | Gittata (m) |
| HE                                  | 22 cm Gr. 534(f) | 104,05    | ~20              | 754                        | 21 600      |
| HE                                  | 22 cm Gr. 535(f) | 104,75    | ~20              | 766                        | 22 800      |